# Sepsis pronodosa
Sepsis pronodosa är en tvåvingeart som beskrevs av Speiser 1924. Sepsis pronodosa ingår i släktet Sepsis och familjen svängflugor. Inga underarter finns listade i Catalogue of Life.